# Шенчур (община)
Община Шенчур (словен. Občina Šenčur) — одна з общин в північно-західній  Словенії. Адміністративним центром є місто Шенчур.

## Населення
У 2010 році в общині проживало 8477 осіб, 4213 чоловіків і 4264 жінок. Чисельність економічно активного населення (за місцем проживання), 3605 осіб. Середня щомісячна чиста заробітна плата одного працівника (EUR), 961,42 (в середньому по Словенії 966.62). Приблизно кожен другий житель у громаді має автомобіль (57 автомобілів на 100 жителів). Середній вік жителів склав 38,8 роки (в середньому по Словенії 41.6). 